# Большая Кунесть
Больша́я Ку́несть — деревня в Трубникоборском сельском поселении Тосненского района Ленинградской области.

## История
Впервые упоминается в Писцовой книге Водской пятины 1500 года как деревня Кунесть в Ильинском Тигодском погосте Новгородского уезда.
В переписи 1710 года в Ильинском Тигодском погосте упоминается деревня Кунесть, принадлежащая помещикам Ворониным.
На карте Санкт-Петербургской губернии 1792 года А. М. Вильбрехта она обозначена как деревня Кунесть.

БОЛЬШАЯ-КУНЕСТЬ — деревня Больше-кунестского сельского общества, прихода села Бабина.

Дворов крестьянских — 11. Строений — 86, в том числе жилых — 15. 

Число жителей по семейным спискам 1879 г.: 32 м. п., 29 ж. п. (1884 год)

В конце XIX — начале XX века деревня административно относилась к Любанской волости 1-го стана 1-го земского участка Новгородского уезда Новгородской губернии.

БОЛЬШАЯ КУНЕСТЬ — деревня Больше-Кунестьского сельского общества, дворов — 31, жилых домов — 33, число жителей: 77 м. п., 73 ж. п. 

Занятия жителей — земледелие, торговля сеном. Часовня, хлебозапасный магазин, школа, мелочная лавка. (1907 год)

Согласно военно-топографической карте Петроградской и Новгородской губерний издания 1917 года деревня называлась Кунест и состояла из 18 крестьянских дворов.
С 1917 по 1927 год деревня Большая Кунесть входила в состав Любанской волости Новгородского уезда Новгородской губернии.
С 1927 года в составе Трубникоборского сельсовета Любанского района.
В 1928 году население деревни Большая Кунесть составляло 148 человек.
С 1930 года в составе Тосненского района.
По данным 1933 года деревня называлась Большая Кунест и входила в состав Трубникоборского сельсовета Тосненского района.

План деревни Большая Кунесть. 1937 год

Согласно топографической карте 1937 года деревня насчитывала 27 дворов, в деревне была своя школа.
С 1 сентября 1941 года по 31 декабря 1943 года деревня находилась в оккупации.
В 1965 году население деревни Большая Кунесть составляло 70 человек.
По данным 1966 и 1973 годов деревня Большая Кунесть также находилась в составе Трубникоборского сельсовета.
По данным 1990 года деревня Большая Кунесть находилась в составе Чудскоборского сельсовета.
В 1997 году в деревне Большая Кунесть Чудскоборской волости проживали 11 человек, в 2002 году — 8 человек (русские — 87 %).
В 2007 году в деревне Большая Кунесть Трубникоборского СП — 3 человека.

## География
Деревня расположена в юго-восточной части района на автодороге 41К-871 (Дроздово — Малая Горка), к северу от центра поселения — деревни Трубников Бор.
Расстояние до административного центра поселения — 6 км.
Расстояние до ближайшей железнодорожной платформы Трубниково — 8 км.
Деревня находится на правом берегу реки Тигода при впадении в неё реки Тверезна.

## Демография
| 2007 | 2010 | 2017 |
| ---- | ---- | ---- |
| 3    | ↘2   | →2   |

## Улицы
Новая, Павловская.